# Anse la Raye (dystrykt)

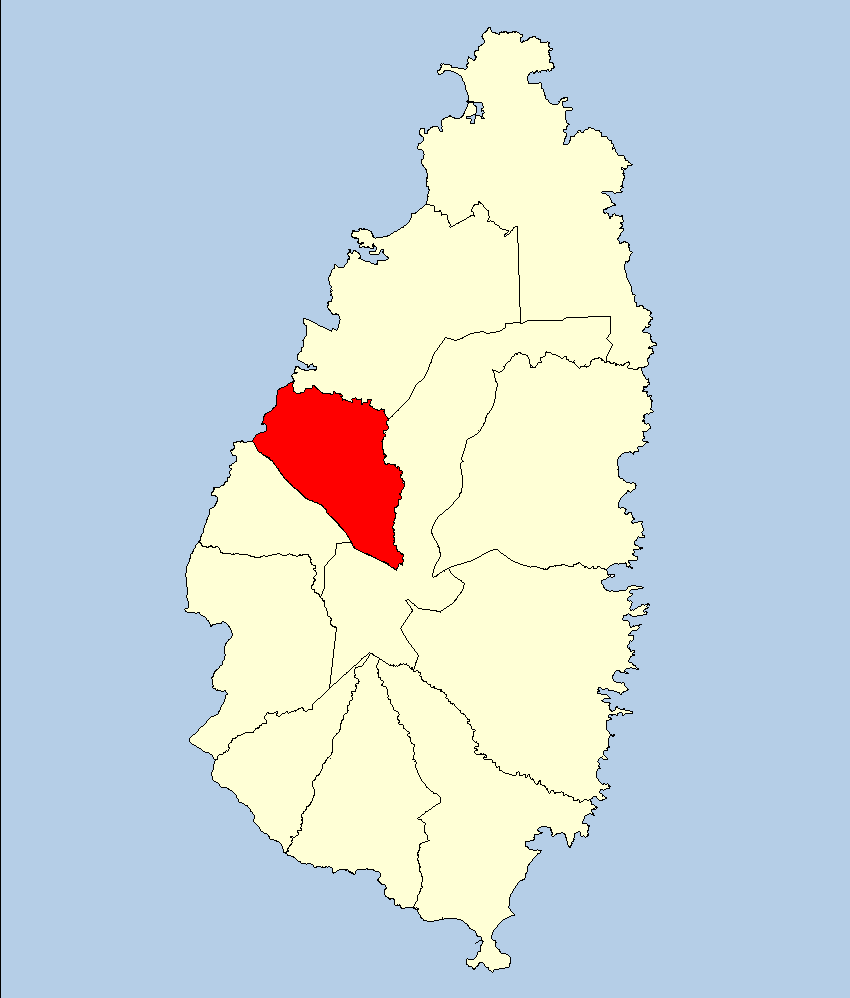
Dystrykt Anse la Raye

Anse la Raye – jeden z 11 dystryktów w Saint Lucia, zajmuje powierzchnię 31km². Liczba ludności to 6495 a gęstość zaludnienia wynosi 209,5 osób/km². Stolicą dystryktu jest Anse la Raye.